# Gomtu
Gomtu – miasto w Bhutanie, w dystrykcie Samce.